# 앤티가 바부다
앤티가 바부다(영어: Antigua and Barbuda, 문화어: 안티구아 바부다)는 카리브해와 대서양을 끼고 있는 섬나라이자 영국 연방의 회원국이다.

## 행정 구역
앤티가섬과 바부다섬이라는 비교적 면적이 넓은 섬 두 개와 작은 섬들로 이루어진 소규모 열도를 영토로 가지고 있다. 상주하는 인구는 약 81,800명(2011년 기준)이며 인구가 22,000명에 달하는 수도 세인트존스가 가장 큰 도시이다.

### 관할 구역
앤티가 바부다의 관할 구역으로는 다음과 같다.
'구'에 해당하는 지역은 세인트조지구,세인트존구,세인트메리구,세인트폴구,세인트피터구,세인트필립구이다.
부속 지역으로는 바부다섬과 레돈다섬이 있다,

## 개요
카리브해 동북단에 자리 잡고 있는 앤티가섬, 바부다섬, 레돈다섬 등 3개의 섬으로 이루어진 섬나라이다. 이 중 앤티가섬은 리와드 제도에서 가장 큰 섬으로 남부에 화산 지대가 펼쳐져 있다.
1493년 크리스토퍼 콜럼버스가 발견했고 1958년 서인도 연방에 편입, 1967년 자치권을 획득하였다. 1980년 총선거에서 그동안 독립 운동을 지도해온 앤티가 노동당의 당수가 당선되었고 1981년 11월에 완전 독립을 달성한다. 수도는 세인트존스이고 주민은 흑인과 혼혈인으로 구성되어 있다. 영어를 공용어로 쓰며 종교는 대부분 로마 가톨릭교회와 성공회가 주요한 기독교이다. 사탕수수가 특산물이다.
2017년 세계보건기구의 조사 결과 자살률이 10만명당 0명으로 가장 낮은 국가이다.
2015년 초 미 연방 의회조사처(CRS)와 경제협력개발기구(OECD) 등에 따르면 조세회피처로 분류된 캐리비안 국가 및 지역 16곳중 한곳이 바로 앤티가 바부다.
이 리스트에 속한 앤티가 바부다도 자본소득엔 세금을 물리지 않는다. 토지 등 자산에 붙는 세율도 상업용이 아니라면 1%미만이다.
국제탐사보도연맹(ICIJ)에 따르면 앤티가 바부다 해안을 사들인 온딘의 아버지 고 엘르 남작도 세인트 빈센트 그라나다에 정체불명의 페이퍼 컴퍼니를 가진 것으로 드러났다. 엘르 남작이 조세회피처에 보유한 유령법인은 최소 20개다.

## 역사
1493년에 크리스토퍼 콜럼버스가 이 섬을 발견했다. 그 무렵에는 카리브 족들이 살고 있었는 데, 스페인인들에게 살해당하거나, 히스파니올라섬의 광산으로 끌려갔다.
1632년 영국의 정착자들이 앤티가 섬에 식민지를 설립하였고, 바부다 섬과 레돈다 섬도 식민지로 삼았다. 모든 3개의 섬들이 앤티가 식민지로 알려졌다. 정착자들은 사탕수수 농장을 설립하여, 아프리카 흑인들을 노예로 데려왔다. 1833년에 노예제가 폐지되자, 영국인들이 섬을 떠나고 영국의 식민지로 유지되었다.
1981년 11월 1일 영국 연방의 일원으로 독립하였다.

## 지리

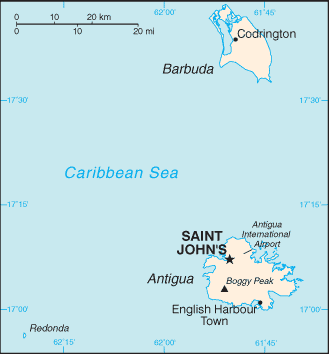
앤티가 바부다의 지도

앤티가섬, 바부다섬, 무인도인 레돈다섬으로 구성되어 있다. 소안틸레스 제도의 일부이며 남쪽은 과들루프, 남서쪽은 몬트세랫, 서쪽은 세인트키츠 네비스, 북서쪽은 세인트마틴섬이 위치해 있다.

## 기후
열대기후에 속한다. 가끔은 허리케인이 발생한다.

## 사회
대부분의 주민이 사탕수수 농장에서 일했던 노예의 자손이다. 그 외에 영국인, 포르투갈인 등도 있다. 공용어는 영어이다. 현지인 사이에서는 파트와라 불리는 영어와 포르투갈어가 혼합된 크레올어가 사용된다. 종교는 대부분이 기독교이다. 화폐는 독자적으로 통용하지 않고 미국의 달러와 동카리브 달러를 혼용한다.

## 문화
앤티가 바부다에는 크리켓을 즐기는 사람이 많아서, 유명한 크리켓 선수도 많다. 이 나라의 유명한 크리켓 선수들은 서인도 제도 크리켓 대표팀 소속으로 크리켓 월드컵에 출전한다.

## 정치
앤티가 바부다는 입헌 군주국(영국 연방 군주제)으로, 국회는 양원제이다.

## 군사
이 나라는 모병제를 실시한다.

## 대외 관계
대한민국과의 관계
앤티가 바부다는 대한민국과는 1981년에 수교했다. 독립 당시 한국은 승용차 10대를 기증하였으며, 그 뒤 픽업트럭, 경운기, 청소차 등을 무상 원조하였다. 또한, 농림 분야 등에 연수생을 방한초청하였으며, 어업전문가를 파견하여 기술지도를 하기도 했다. 또한 이 나라는 대한민국과는 사증면제협정을 체결하였다. 현재 주 도미니카 공화국 한국 대사가 업무를 겸임한다.
조선민주주의인민공화국과의 관계
조선민주주의인민공화국과는 1990년 11월 27일에 수교하였다.
그 외의 나라와의 관계
앤티가 바부다는 과거에 영국의 식민통치를 받았지만 영국과 우호적인 관계를 맺고 있고 있다. 중화인민공화국은 1992년경에 수교하였으며, 긴밀한 관계를 맺고 있으며, 중국 정부는 앤티가 바부다에 항구 설치를 위해 투자 하기도 하였다.

## 참고 자료
- 이 문서에는 다음커뮤니케이션(현 카카오)에서 GFDL 또는 CC-SA 라이선스로 배포한 글로벌 세계대백과사전의 내용을 기초로 작성된 글이 포함되어 있습니다.